# Триазолы
Триазолы — органические соединения класса гетероциклов, пятичленный цикл с тремя атомами азота и двумя атомами углерода в цикле. Брутто-формула C2H3N3, молекулярная масса 69,06.

## Изомерия
Существует два изомерных триазола: 1,2,3-триазол (вицинальный триазол, озотриазол - формула Ia, Ib) и 1,2,4-триазол (симметричный триазол, пирродиазол - формула IIa, IIb). Незамещённые или C-замещённые триазолы могут существовать в двух таутомерных формах.

Триазол

## Свойства
Свойства некоторых триазолов:
| Соединение             | Тпл, оС | Ткип, оС (при давлении, мм.рт.ст.) | pKb (основания) | pKa (кислоты) |
| ---------------------- | ------- | ---------------------------------- | --------------- | ------------- |
| 1,2,3-триазол          | 23      | 203 (739)                          | 1,17            | 9,4           |
| 1-метил-1,2,3-триазол  | 15-16   | 228 (752)                          | 1,25            |               |
| 1-фенил-1,2,3-триазол  | 56      | 172-174 (18,5)                     |                 |               |
| 1-бензил-1,2,3-триазол | 61      | 180-183 (16)                       |                 |               |
| 1,2,4-триазол          | 120-121 | 250 (760)                          | 2,2             | 10            |
| 4-метил-1,2,4-триазол  | 90      |                                    | 3,4             |               |
| 1-фенил-1,2,4-триазол  | 47      | 266 (760)                          |                 |               |
| 3-фенил-1,2,4-триазол  | 47      | 119,5-120                          |                 |               |
| 4-фенил-1,2,4-триазол  | 122     |                                    |                 |               |

Триазолы и их алкил- или арилпроизводные представляют собой бесцветные кристаллы или высококипящие жидкости. Хорошо растворимы в большинстве органических растворителей; незамещённые триазолы растворимы в воде. Проявляют кислотные и слабые основные свойства.
Триазолы относятся к 6π-электронным ароматическим системам. Вступают в реакции электрофильного замещения по атомам углерода или азота. Наиболее характерны реакции алкилирования и ацилирования. 1,2,3-триазол и его 1-замещенные гомологи алкилируются акилгалогенидами, диметилсульфатом, диазометаном, вступают в реакцию Манниха.
В щелочной среде 1,2,4-триазолы алкилируются до 1-алкилпроизводных и с дальнейшим образованием четвертичных солей по атому N-4.
В кислой среде электрофильное замещение триазолов не происходит, так как они в кислой среде превращаются в неактивные триазолиевые катионы.
Устойчивы к нагреванию, действию кислот и оснований, некоторых окислителей (KMnO4, H2O2) и восстановителей (Zn в CH3COOH, Na в NH3, LiAlH4).

## Получение
1,2,3-Триазолы получают взаимодействием азидов с ацетиленами, ацетиленидами металлов или реактивами Гриньяра; с соединениями, содержащими активированные метиленовые группы, а также реакцией диазаалканов с активированными нитрилами (дицианом, галогенцианидами, эфирами циановой кислоты).
1,2,4-Триазолы синтезируют из производных гидразина методами конденсации, а также из других гетероциклов.

## Применение
Производные триазолов применяются как биологически активные вещества различного действия, обладают противобактериальной, нейролептической, гипотензивной и спазмолитической активностью, стимулируют сердечную деятельность. Используются как лиганды в металлорганических комплексах, как оптические отбеливатели, полупродукты для получения пластификаторов, ингибиторы коррозии, гербициды (Азафенидин), катализаторы.